# Satyricon (opéra)
Pour les articles homonymes, voir Satyricon (homonymie).
Satyricon est un opéra en un acte du compositeur italien Bruno Maderna basé sur un livret polyglotte, créé en 1974 aux Pays-Bas. L'histoire est adaptée d'après le Satyricon de l'écrivain roman antique Pétrone. La partition est composée pour quatre voix solistes et grand orchestre.  

## Orchestration
- Voix : soprano, mezzo-soprano, ténor, basse
- Vents : 2 flûtes, hautbois, cor anglais, 2 clarinettes, clarinette basse, basson, contrebasson
- Cuivres : 2 trombones, tuba
- Percussions : marimba, bongo, cymbale suspendue
- Cordes : 8 premiers violons, 6 seconds violons, 5 altos, 4 violoncelles, 2 contrebasses
- Autre : piano, harpe, régie son, bande magnétique

## Découpage
- Introduction (bande 1)
- Fortunata aria
- Trimalchio e le flatulenze
- Improvisation : Food Machine
- The Money
- Erotica (bande 2)
- Lady Luck
- Trimalchio e le flatulenze (reprise) (bande 3)
- La Matrona di Efeso
- Trimalchio and animals
- Criside 1
- Criside 2
- Love's Ecstasy (Quatuor)
- Fortunata e eumolpus
- Eumolpus Fuga
- Trimalchio contra fortunata
- Scintilla 1 (bande 5)
- Trimalchio ed il monumento